# Esqui aquático nos Jogos Pan-Americanos de 2011 - Rampa masculino
A competição da rampa masculino foi um dos eventos do esqui aquático nos Jogos Pan-Americanos de 2011, em Guadalajara. Foi disputada na Pista de Esqui Aquático de Boca Laguna nos dias 21 e 23 de outubro.

## Calendário
Horário local (UTC-6).
| Data          | Horário | Fase         |
| ------------- | ------- | ------------ |
| 21 de outubro | 9:00    | Preliminares |
| 23 de outubro | 9:00    | Finais       |

## Medalhistas
| Ouro   | USA Frederick Krueger IV |
| Prata  | CHI Rodrigo Miranda      |
| Bronze | CHI Felipe Miranda       |

## Resultados

### Preliminares
Os oito melhores atletas se classificaram para a final.
| Pos. | Nome                 | País               | Pontuação | Obs. |
| ---- | -------------------- | ------------------ | --------- | ---- |
| 1    | Frederick Krueger IV | USA Estados Unidos | 67.40     | q    |
| 2    | Thomas Magnowski     | CAN Canadá         | 62.10     | q    |
| 3    | Rodrigo Miranda      | CHI Chile          | 61.40     | q    |
| 4    | Esteban Siegert      | COL Colômbia       | 58.80     | q    |
| 5    | Javier Julio         | ARG Argentina      | 57.10     | q    |
| 6    | Felipe Miranda       | CHI Chile          | 55.20     | q    |
| 7    | Alejandro Robledo    | COL Colômbia       | 53.00     | q    |
| 8    | Alejandro Lamadrid   | MEX México         | 52.00     | q    |
| 9    | Mario Mustafa        | PER Peru           | 50.40     |      |
| 10   | Martín Malarczuk     | ARG Argentina      | 44.50     |      |
|      | Jorge Renosto        | ARG Argentina      |           | DNS  |

### Finais
| Pos.              | Nome                 | País               | Pontuação |
| ----------------- | -------------------- | ------------------ | --------- |
| Medalha de ouro   | Frederick Krueger IV | USA Estados Unidos | 64.90     |
| Medalha de prata  | Rodrigo Miranda      | CHI Chile          | 64.50     |
| Medalha de bronze | Felipe Miranda       | CHI Chile          | 62.70     |
| 4                 | Thomas Magnowski     | CAN Canadá         | 62.50     |
| 5                 | Esteban Siegert      | COL Colômbia       | 61.90     |
| 6                 | Alejandro Robledo    | COL Colômbia       | 55.10     |
| 7                 | Alejandro Lamadrid   | MEX México         | 52.80     |
|                   | Javier Julio         | ARG Argentina      | DNS       |

Legenda
| Recorde mundial      | Recorde mundial (World record)               |                       | Recorde africano                      | Recorde africano (African) |                                           | Q | Classificado por posição (Qualified) |
| Recorde olímpico     | Recorde olímpico (Olympic record)            | Recorde da América    | Recorde da América (Americas)         | q                          | Classificado por melhor tempo (Qualified) |   |                                      |
| Melhor marca do ano  | Melhor marca do ano (World leading)          | Recorde asiático      | Recorde asiático (Asian)              | DNS                        | Não largou (Did not start)                |   |                                      |
| Recorde nacional     | Recorde nacional (National record)           | Recorde europeu       | Recorde europeu (European)            | DNF                        | Não terminou (Did not finish)             |   |                                      |
| Recorde pessoal      | Recorde pessoal do atleta (Personal best)    | Recorde da Oceania    | Recorde da Oceania (Oceania)          | DSQ / DQ                   | Desclassificado (Disqualified)            |   |                                      |
| Recorde da temporada | Recorde da temporada do atleta (Season best) | Recorde sul-americano | Recorde sul-americano (South America) | NM                         | Sem marca (No mark)                       |   |                                      |